# Bitwy o Kefar Darom
Bitwy o Kefar Darom były toczone pomiędzy żydowską organizacją paramilitarną Hagana a różnymi siłami arabskimi o kibuc Kefar Darom podczas wojny domowej w Mandacie Palestyny (1947–1948) i wojny o niepodległość (1948–1949). Wszystkie arabskie ataki zakończyły się niepowodzeniem, jednak przedłużające się oblężenie doprowadziło do ewakuacji obrońców kibucu 8 lipca 1948.

## Tło wydarzeń
Kibuc Kefar Darom został pierwotnie założony przez hodowcę cytrusów Tuvie Millera. Był on położony z dala od reszty osiedli żydowskich w Mandacie Palestyny. Podczas Arabskiej rewolty 1936 kibuc został zniszczony.
W 1946 Agencja Żydowska przedstawiła plan budowy jedenastu osiedli na pustyni Negew. Celem było rozszerzenie granic przyszłego państwa żydowskiego, a jednocześnie budowa osiedli spełniających pierwszą linię obrony w przypadku wrogiej napaści. W dniu 6 października nastąpiło ponowne założenie kibucu Kefar Darom. Równocześnie z nim założono kibuce Be’eri i Tekuma. Kefar Darom było położone przy ważnej strategicznie nadbrzeżnej drodze.

## Wojna domowa (1947–1948)
Gdy tylko 30 listopada 1947 rozpoczęła się wojna domowa w Mandacie Palestyny, arabscy powstańcy przecięli szlaki komunikacyjne łączące żydowskie osiedla z rejonem Tel Awiwu. Kefar Darom, będąc najbardziej oddalone, jako jedna z pierwszych osad została odcięta od dostaw i pomocy z zewnątrz. Z tego powodu wydawała się dla Arabów stosunkowo łatwym celem. Do pierwszego ostrzelania kibucu doszło 7 grudnia 1947. W tym czasie żydowska organizacja paramilitarna Hagana organizowała jeszcze uzbrojone konwoje, które z dużymi trudnościami docierały do Kefar Darom. Sytuacja pogorszyła się, gdy w kwietniu osiedle zostało całkowicie otoczone i odcięte od zewnętrznej pomocy.
Pierwszą znaczącą próbę zdobycia kibucu Arabowie podjęli 23 marca 1948. W dni tym mieszkańcy osady odparli osiemnaście oddzielnych ataków. 8 kwietnia ostrzelano osadę, a 10 kwietnia oddział Bractwa Muzułmańskiego przeprowadził kolejny szturm, tracąc kilkudziesięciu zabitych i rannych. W dniu 10 maja siły Bractwa Muzułmańskiego ponownie zbliżyły się do kibucu. Dowodzący nimi podpułkownik Ahmad al-Aziz wysłał patrole rozpoznawcze, a następnego dnia rozpoczął atak poprzedzony godzinnym ostrzałem artyleryjskim. Pomimo to, obrońcy odparli trzy ataki piechoty i jeden atak wspierany przez pojazdy opancerzone. Egipcjanie musieli wycofać się pozostawiając 70 zabitych. Natomiast obrońcy stracili 4 zabitych i 4 rannych. Straty te były bardzo poważne, ponieważ w Kefar Darom pozostało już tylko 25 osób. W nocy z 12 na 13 maja egipska piechota Braci Muzułmańskich podjęła próbę zniszczenia wschodniego ogrodzenia Kefar Darom. Jeden z lekkich czołgów uszkodził bramę wjazdową, został jednak podpalony koktajlami Mołotowa i wycofał się. Pozostałe czołgi wjechały na pole minowe i również wycofały się.
Siły obrońców były już tak osłabione, że 14 maja Hagana podjęła kolejną próbę przedarcia się konwojem z zaopatrzeniem do Kefar Darom. Konwój był osłaniany przez żołnierzy z Brygady Negew (Palmach). Pojazdy jednak ugrzęzły w piasku w odległości 2 kilometrów od kibucu i dostały się pod ostrzał sił Bractwa Muzułmańskiego. Tylko jeden pojazd dojechał do Kefar Darom. Pozostali żołnierze Palmach porzucili swoje pojazdy i na piechotę dotarli pod ostrzałem do kibucu. Jednak 39 z nich było w różnym stopniu rannych, i zamiast stanowić wzmocnienie przynieśli dodatkowe trudności dla obrońców. Niewielkie racje wody i żywności musiałby być teraz dzielone pomiędzy większą liczbę mieszkańców.

## Wojna o niepodległość (1948)
Wczesnym rankiem 15 maja Kefar Darom zaatakowała regularna armia egipska. Natarcie przeprowadził 1 Batalion piechoty, wspierany przez 3 czołgi i 13 innych pojazdów opancerzonych. Po utracie jednego czołgu Egipcjanie wycofali się. W szturmie tym zginęło 70 egipskich żołnierzy, a 50 zostało rannych. Dowództwo egipskie przegrupowało swoje oddziały, starając się ściągnąć z pola walki swoich rannych. Przez cały ten czas kibuc był bombardowany przez artylerię i lotnictwo. Następnie Egipcjanie pozostawili część swoich sił do utrzymywania oblężenia Kefar Darom, a główne kolumny zmechanizowane kontynuowały dalsze natarcie w głąb Izraela. Kibuc stanowił jednak duże utrudnienie dla egipskich szlaków komunikacyjnych, ponieważ większość zaopatrzenia musiała przejeżdżać w pobliżu żydowskich pozycji obronnych w Kefar Darom
Gdy 11 czerwca 1948 ogłoszono pierwszy rozejm, egipskie wojska nie zniosły stanu oblężenia z kibucu Kefar Darom. Obserwatorzy ONZ nadzorujący przestrzeganie warunków zawieszenia broni, nie interweniowali, a egipscy żołnierze otwierali ogień do izraelskich pojazdów usiłujących dojechać do Kefar Darom. Ostatecznie 19 czerwca udało się ewakuować część rannych. Odosobniony kibuc stanowił duży ciężar dla Sił Obronnych Izraela. Zawieszenie broni w Palestynie zostało zerwane przez wojska egipskie, które na rozkaz generała Nugiba w nocy z 7 na 8 lipca ostrzelały pozycje żydowskie w rejonie kibucu Kefar Darom. Rankiem 8 lipca arabscy ochotnicy z Sudanu podjęli próbę zajęcia wzgórz wokół kibucu, zostali jednak odparci. Wobec wznowienia walk, izraelskie dowództwo podjęło decyzję o ewakuacji obrońców kibucu. Przeprowadzono ją pod osłoną nocy z 8 na 9 lipca. W jej trakcie zginął 1 obrońca, a 2 osoby zostały ranne. Rankiem 9 lipca, po artyleryjskim ostrzale, egipska piechota zajęła opuszczoną osadę. Egipcjanie byli zaskoczeni faktem, że w kibucu nie ma obrońców.

## Reakcje i następstwa
Pomimo bardzo ograniczonej skali bitwy o Kefar Darom, podniosła ona morale całości izraelskich sił zbrojnych. Żydzi uznali tę bitwę jako pierwsze udane stawienie oporu nacierającym arabskim armiom.